# 조지 마틴 (배우)
조지 마틴(George Martin, 1929년 ~ 2010년)은 미국의 배우였다.